# Avenue Aristide-Briand (Les Pavillons-sous-Bois)
Pour les articles homonymes, voir Avenue Aristide-Briand.
L'avenue Aristide-Briand est un important axe de communication des Pavillons-sous-Bois. Elle suit le tracé de la route nationale 3.

## Situation et accès
Commençant à la limite de Bondy, cette avenue se dirige en ligne droite vers l'est. 
Elle forme le point de départ de l'avenue Jean-Jaurès et celle de l'allée Pierre-et-Marie-Curie, puis atteint Livry-Gargan. Elle traverse ensuite la route départementale 78, où se rencontrent l'avenue Jules-Guesde et l'avenue Victor-Hugo. Elle passe ensuite la ligne 4 du tramway d'Île-de-France longée par le boulevard Pasteur. 
Laissant sur sa droite la route départementale 943, elle se termine au croisement de la route départementale 970.

## Origine du nom

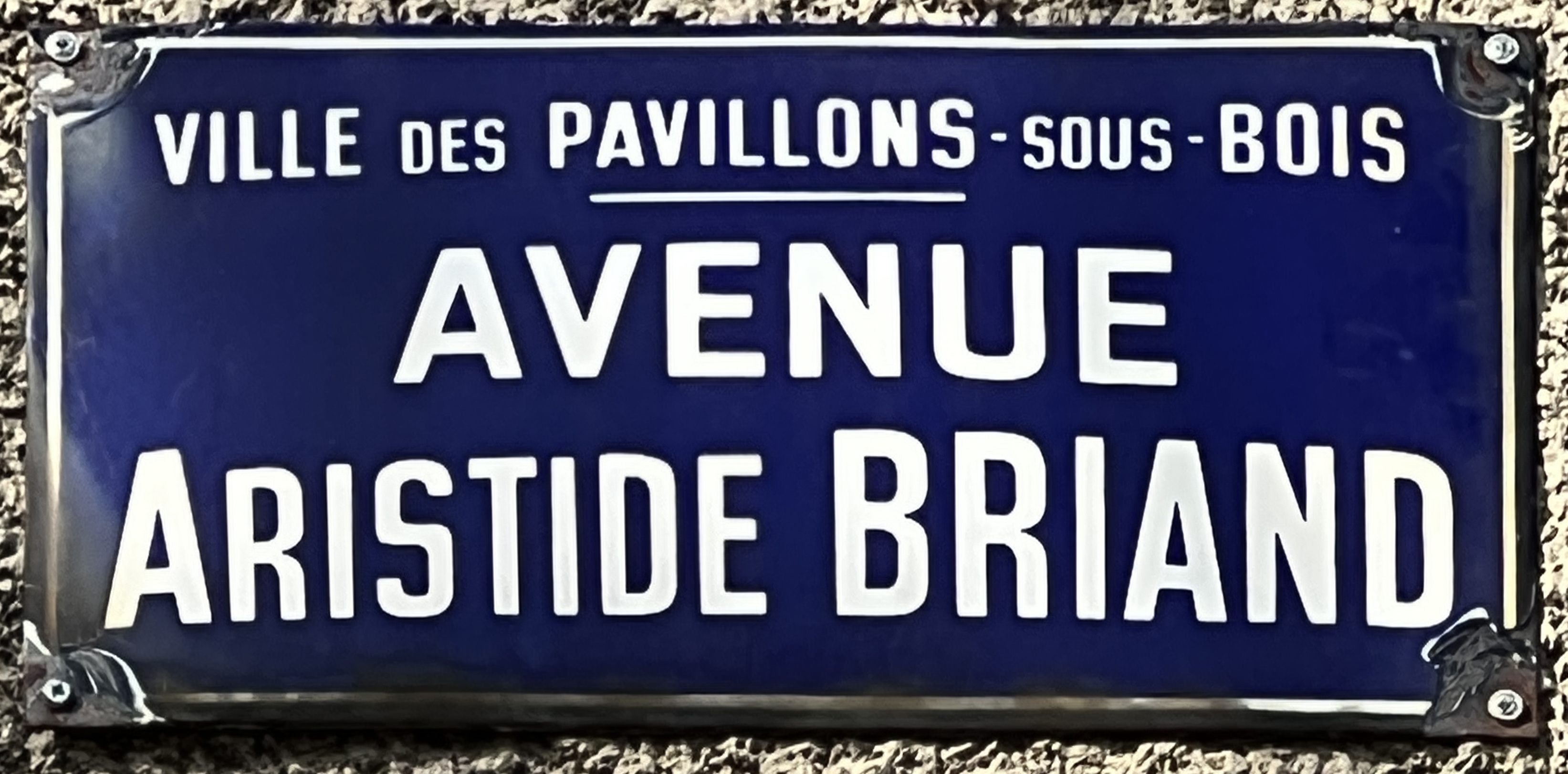
Plaque de l'avenue.

Cette avenue a été renommée en hommage à Aristide Briand (1862-1932), ministre et président du Conseil.

## Historique
L'avenue Aristide-Briand s'est successivement appelée: « Route Royale de Meaux », « route Impériale de Meaux », « route d'Allemagne », « route de Paris », puis « route Nationale 3 ».

## Bâtiments remarquables et lieux de mémoire

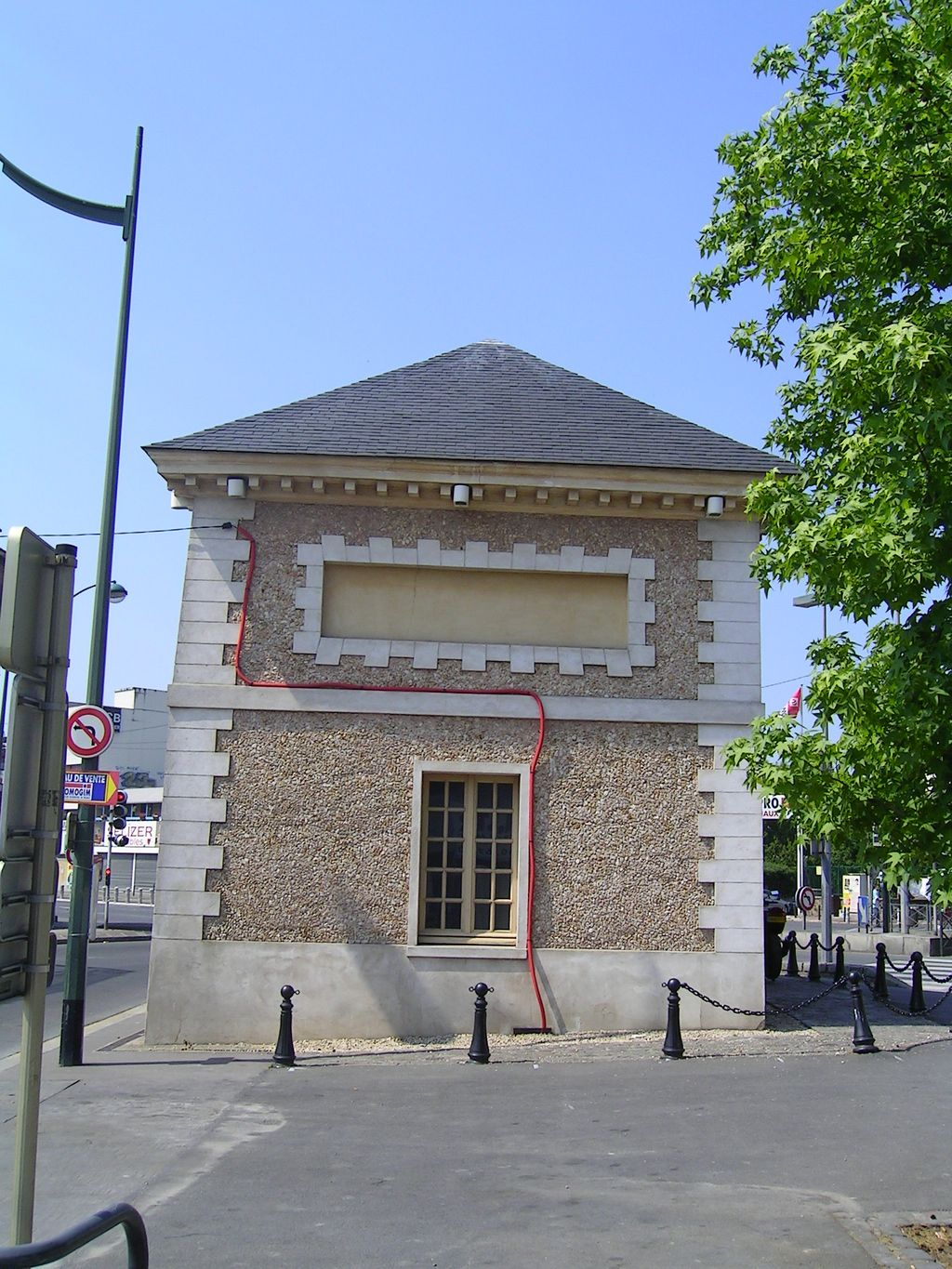
Pavillon d'entrée du domaine du Raincy, construit en 1770.

- Au lieu-dit la Fourche, angle de l'avenue Jean-Jaurès, se trouvent deux pavillons de garde bâtis en 1770 qui marquaient l'entrée du domaine du Raincy[2],[3]. Ces pavillons ont donné son nom à la ville des Pavillons-sous-Bois.
- Église Notre-Dame-de-Lourdes[4].
- Au numéro 91, les bâtiments du centre municipal de santé datent de la fin du XIXe siècle. Il s'agissait à l'origine d'un dispensaire et de bains-douches. À cet endroit fut aussi édifié en 1919 un monument aux morts en hommage aux soldats de la première guerre mondiale. Ce monument fut par la suite déplacé vers l'ancien cimetière des Pavillons-sous-Bois.
- Établissement de bains-douches construit dans les années 1930[5], devenu la Maison des jeunes puis la crèche municipale.